# (6382) 1988 EL
(6382) 1988 EL es un asteroide perteneciente al cinturón interior de asteroides, región del sistema solar que se encuentra entre las órbitas de Marte y Júpiter, descubierto el 14 de marzo de 1988 por Jeffrey Thomas Alu  desde el Observatorio Palomar, Estados Unidos.

## Designación y nombre
Designado provisionalmente como 1988 EL. 

## Características orbitales
(6382) 1988 EL está situado a una distancia media del Sol de 1,824 ua, pudiendo alejarse hasta 1,910 ua y acercarse hasta 1,738 ua. Su excentricidad es 0,047 y la inclinación orbital 18,557 grados. Emplea 900,06 días en completar una órbita alrededor del Sol.
Los próximos acercamientos a la órbita de Marte ocurrirán el 13 de abril de 2042 y el 3 de octubre de 2113.

## Características físicas
La magnitud absoluta de (6382) 1988 EL es 13,94. Tiene 4,931 km de diámetro y su albedo se estima en 0,254. 